# Saison 1912 de la PCHA
Saison suivante
La saison 1912 est la première saison de l'Association de hockey de la Côte du Pacifique (souvent désignée par le sigle PCHA en référence à son nom anglais : Pacific Coast Hockey Association), nouvelle ligue de hockey sur glace du Canada. Chacune des trois équipes qui commencent la saison doivent jouer seize parties mais finalement, deux équipes ne jouent que quinze rencontres ; à la fin du calendrier, les Royals de New Westminster sont la meilleure équipe de la PCHA et remportent le premier titre de champions de la ligue.

## Contexte
Le 7 décembre 1911, les frères Patrick, Frank et Lester, utilisent les finances de leur père, Joseph Patrick, pour annoncer la création d'une nouvelle ligue de hockey au Canada : l'Association de hockey de la Côte du Pacifique. Ils décident de mettre en place trois équipes : les Senators de Victoria, les Royals de New Westminster et les Millionnaires de Vancouver ; des règles calquées sur celles de l'Association nationale de hockey, la grande ligue de hockey de l'époque. 
W.P. Irving, dirigeant de l'Association de hockey de l'Ontario, est nommé premier président de la PCHA alors que Lester décide de prendre en main et de jouer avec l'équipe de Victoria ; son frère, quant à lui, est le propriétaire, dirigeant, entraîneur et défenseur des Millionnaires de Vancouver.

## Grandes dates de la saison
Le premier match de la PCHA a lieu le 2 janvier 1912 dans la ville de Victoria, en Colombie-Britannique, entre les Senators de Victoria et les Royals de New Westminster. Devant 2 500 spectateurs, Ran McDonald, joueur des Royals, inscrit le premier but de la PCHA ; il inscrit un total de quatre buts pour la victoire des siens 8-3.
Le 5 mars, lors d'une victoire 10-6 de Vancouver sur New Westminster, le défenseur Frank Patrick inscrit six buts à lui tout seul, un record pour un défenseur qui ne sera jamais battu dans la PCHA. Le 19 mars, les Royals comptent huit victoires et six défaites alors que les Millionnaires sont à sept victoires et six défaites ; le match entre les deux équipes peut donc être décisif et, effectivement, avec une victoire 7-5 les Royals décrochent le premier titre de champions de la PCHA.

## Résultats

### Résultats des matchs

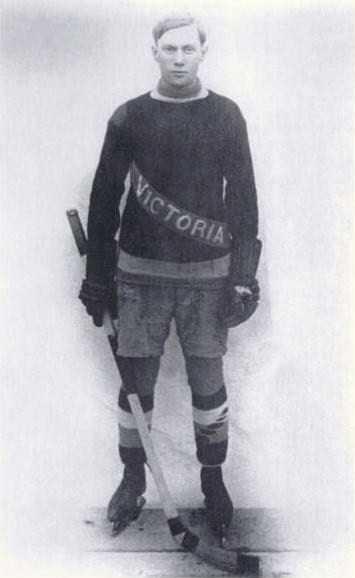
Thomas Dunderdale avec le maillot de Victoria.

| Date       | Visiteurs       | Score              | Locaux          |
| ---------- | --------------- | ------------------ | --------------- |
| 2 janvier  | New Westminster | 8–3                | Victoria        |
| 5 janvier  | Vancouver       | 8–3                | New Westminster |
| 9 janvier  | Victoria        | 8–4                | Vancouver       |
| 12 janvier | Vancouver       | 7–10               | Victoria        |
| 16 janvier | Victoria        | 3–4 (7 min 30 s P) | New Westminster |
| 19 janvier | New Westminster | 6–4                | Vancouver       |
| 23 janvier | New Westminster | 2–3                | Victoria        |
| 26 janvier | Victoria        | 8–10               | Vancouver       |
| 30 janvier | Victoria        | 2–5                | New Westminster |
| 2 février  | Vancouver       | 7–6 (3 min 30 s P) | New Westminster |
| 6 février  | Vancouver       | 11–6               | New Westminster |
| 9 février  | Vancouver       | 7–8 (7 min 15 s P) | Victoria        |
| 13 février | Victoria        | 6–4                | Vancouver       |
| 16 février | New Westminster | 4–2                | Victoria        |
| 20 février | New Westminster | 2–9                | Vancouver       |
| 23 février | Victoria        | 3–4                | New Westminster |
| 27 février | Vancouver       | 7–3                | Victoria        |
| 1er mars   | Victoria        | 7–3                | Vancouver       |
| 5 mars     | New Westminster | 6–10               | Vancouver       |
| 8 mars     | New Westminster | 5–1                | Victoria        |
| 12 mars    | Victoria        | 6–10               | New Westminster |
| 15 mars    | Vancouver       | 6–8                | New Westminster |
| 19 mars    | New Westminster | 7–5                | Vancouver       |

### Classement
| Équipe                     | PJ | V | D | N | BP  | BC |
| -------------------------- | -- | - | - | - | --- | -- |
| Royals de New Westminster  | 15 | 9 | 6 | 0 | 78  | 77 |
| Millionnaires de Vancouver | 15 | 7 | 8 | 0 | 102 | 94 |
| Senators de Victoria       | 16 | 7 | 9 | 0 | 81  | 90 |

## Joueurs

### Équipe d'étoiles
À la fin de la saison, la PCHA désigne les meilleurs joueurs de la saison : Hugh Lehman en tant que gardien de but, Moose Johnson en défense, Thomas Dunderdale, Édouard « Newsy » Lalonde et Harry Hyland.

### Meilleurs pointeurs
Avec vingt-quatre buts à la fin de la saison, Frank Patrick est le défenseur le plus prolifique de la PCHA alors que Lalonde finit meilleur buteur de toute la PCHA avec vingt-sept buts, pour l'unique saison qu'il joue dans la PCHA.
| Joueur             | Équipe          | PJ | B  |
| ------------------ | --------------- | -- | -- |
| Lalonde, Newsy     | Vancouver       | 15 | 27 |
| Hyland, Harry      | New Westminster | 15 | 26 |
| Dunderdale, Thomas | Victoria        | 16 | 24 |
| Patrick, Frank     | Vancouver       | 15 | 23 |
| Smith, Don         | Victoria        | 16 | 19 |
| Nichols, Sibby     | Vancouver       | 15 | 19 |
| Phillips, Tom      | Vancouver       | 14 | 17 |
| McDonald, Ran      | New Westminster | 15 | 16 |
| Mallen, Ken        | New Westminster | 13 | 14 |
| Rowe, Bobby        | Victoria        | 16 | 10 |

### Gardiens de buts
Ce tableau reprend l'ensemble des gardiens de but ayant évolué au cours de la saison pour une des équipes de la PCHA. La liste des joueurs est donnée sans aucun classement particulier autre que l'ordre alphabétique.
| Joueur        | Équipe          | PJ | V | D | Min | BC | BL | Moy  |
| ------------- | --------------- | -- | - | - | --- | -- | -- | ---- |
| Lehman, Hugh  | New Westminster | 15 | 9 | 6 | 911 | 77 | 0  | 5,07 |
| Lindsay, Bert | Victoria        | 16 | 7 | 9 | 975 | 90 | 0  | 5,54 |
| Parr, Allan   | Vancouver       | 15 | 7 | 8 | 911 | 94 | 0  | 6,19 |